# Sinabang (stad)
Sinabang is de hoofdstad van het regentschap Simeulue van de provincie Atjeh in Indonesië. Sinabang ligt aan de oostkust van het eiland Simeulue.
Sinabang is eveneens een wijk en een bestuurslaag (kelurahan) van het onderdistrict Simeulue Timur en ligt in deze stad.

## Aardbevingen
Het eiland wordt regelmatig getroffen door aardbevingen. De aardbeving op 28 maart 2005 had de kracht van 8,5 op de schaal van Richter. Ruim de helft van het oude centrum van Sinabang werd verwoest en ook de haven liep veel schade op. Het hele eiland werd iets gekanteld; de westkant steeg ongeveer 180 centimeter, een deel van de oostkust zakte waardoor een deel van de kuststreek onder water liep. Sinabang steeg ongeveer 40 centimeter. De aardbeving in februari 2008 had een kracht van 7,5 op de schaal van Richter. In maart 2010 lag de schok met een kracht van 7,8 het dichtst bij de stad Sinabang. Het epicentrum van de beving (6,6) in juli 2012 lag 28 kilometer ten noordwesten van Sinabang. De zeebeving van april 2012 veroorzaakte een kleine tsunami.

## Geboren
- Ernst de Jonge (1914-1944), Nederlands verzetsman en olympisch roeier.

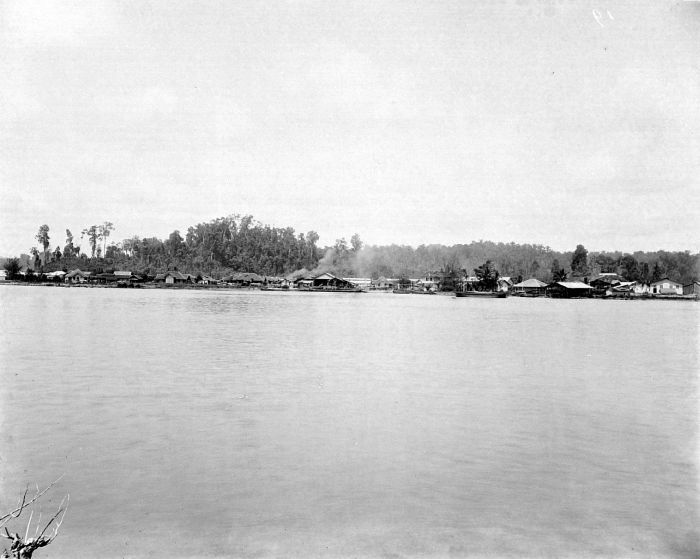
Zicht op Sinabang voor 1926, van uit de baai met zicht op de Europese wijk en Pasar